# Nabożeństwo główne
Treść tego artykułu od 2023-02 należy opracować w taki sposób, aby nie uwypuklała nadmiernie polskiej specyfiki / aby nie zawężała się tylko do polskich warunków
Dokładniejsze informacje o tym, co należy poprawić, być może znajdują się w dyskusji tego artykułu.
 Po wyeliminowaniu niedoskonałości należy usunąć szablon [[Szablon:Dopracować|]] z tego artykułu.
Nabożeństwo główne – podstawowe nabożeństwo protestanckie, odprawiane przede wszystkim w niedzielę oraz w inne dni świąteczne (np. w Kościele ewangelicko-augsburskim występują m.in. w Adwencie nabożeństwo adwentowe, zaś w okresie Wielkiego Postu – nabożeństwo pasyjne). Co do zasady obejmuje ono najszerszy zestaw czynności kultowych na czele z czytaniem i zwiastowaniem biblijnego Słowa Bożego, modlitwą, śpiewem religijnym i sprawowaniem sakramentów Chrztu i Wieczerzy Pańskiej. Odróżnia się go od innych zgromadzeń liturgicznych, poświęconych zwykle wybranym czynnościom kultu (np. śródtygodniowe spotkanie związane ze studium Pisma Świętego). Nabożeństwa takie są odprawiane publicznie.

## Kościół ewangelicko-augsburski w Polsce
Porządek nabożeństwa luterańskiego w zasadzie nie odbiega od porządku nabożeństwa wczesnochrześcijańskiego i średniowiecznego, od porządku katolickiej Mszy czy prawosławnej Liturgii, ale w poważny sposób różni się od nich teologicznie. Marcin Luter, przepracowując mszę rzymską sprawowaną wówczas według rytu przedtrydenckiego, usunął z niej rzeczy quae sonant oblationem ("które pobrzmiewają ofiarą").
Luteranizm zna także samodzielne nabożeństwo Słowa, ale powinno się dążyć, aby Sakrament Ołtarza był jak najczęściej sprawowany w nabożeństwie głównym. Nabożeństwo główne bez Sakramentu Ołtarza przestaje być nabożeństwem "głównym".